# Väggsidenbi
Väggsidenbi, Colletes daviesanus, är ett bi som är medlem av familjen korttungebin och släktet sidenbin.

## Beskrivning
Biets grundfärg är svart, men hjässan och mellankroppen har brunaktig päls, och på bakkroppen har bakkanterna på tergiterna ljusa, täta hårband som ger den ett randigt utseende. Kroppslängden är rätt liten, 7 till 10 mm, hanen vanligtvis något mindre än honan. Förväxlingsarter är främst korgsidenbi men också finsidenbi och florsidenbi.

## Ekologi
Habitatet utgörs av ängar, vägrenar, skogsbryn och trädgårdar. Väggsidenbiet samlar endast pollen från korgblommiga växter som mat till larverna. Bland besökta pollenkällor kan nämnas korsörtssläktet, röllikesläktet, tusensköna, mattram, renfana, åkertistel, prästkrage och färgkulla. Den kan emellertid besöka andra blommor för att äta nektar, som rosväxter, exempelvis brudbröd, och flockblommiga växter som björnloka. Flygperioden varar från mitten av juni till mitten av september.

### Fortplantning
Bona grävs ut i mer eller mindre vertikala, solexponerade ytor som sandstenklippor, sandtag, vägbankar, lerväggar och i mjukt murbruk. I hårt material har gångarna vanligtvis en eller två larvkammare längst in, medan de i mjukare material har en serie av 4 till 10 äggkammare på rad. Kamrarna är fyllda med pollen som föda åt larverna. Larven övervintrar antingen som vilolarv (prepupa) eller, mera sällan, som vanlig larv. Bona kan parasiteras av ängsfiltbi, vars hona lägger ägg i larvcellerna. Den resulterande larven lever av den insamlade näringen, efter det den förstört värdägget eller dödat värdlarven.

## Utbredning
Arten finns i större delen av Europa och angränsande delar av Asien, från de nordiska länderna i norr till Portugal, Italien och Serbien i syd samt från Storbritannien och Portugal i väst via Turkiet och Iran till nordöstra Kina och Sibirien i öst.
I Sverige är arten ett av landets vanligaste sidenbin. Den finns från Skåne, över Öland och Gotland till Norrbottens kusttrakter.
Även i Finland är arten vanlig. Den förekommer från Åland och sydkusten till sydvästra Lappland (södra Tornedalen) i nordväst, Norra Karelen i nordöst.